# Чіма да Конельяно
Чіма да Конельяно (італ. Cima da Conegliano; тобто прізвисько Джованні Баттіста Чіма, 1459, Конельяно — 1518, Конельяно) — венеційський художник кінця XV початку XVI століття.

## Канва біографії

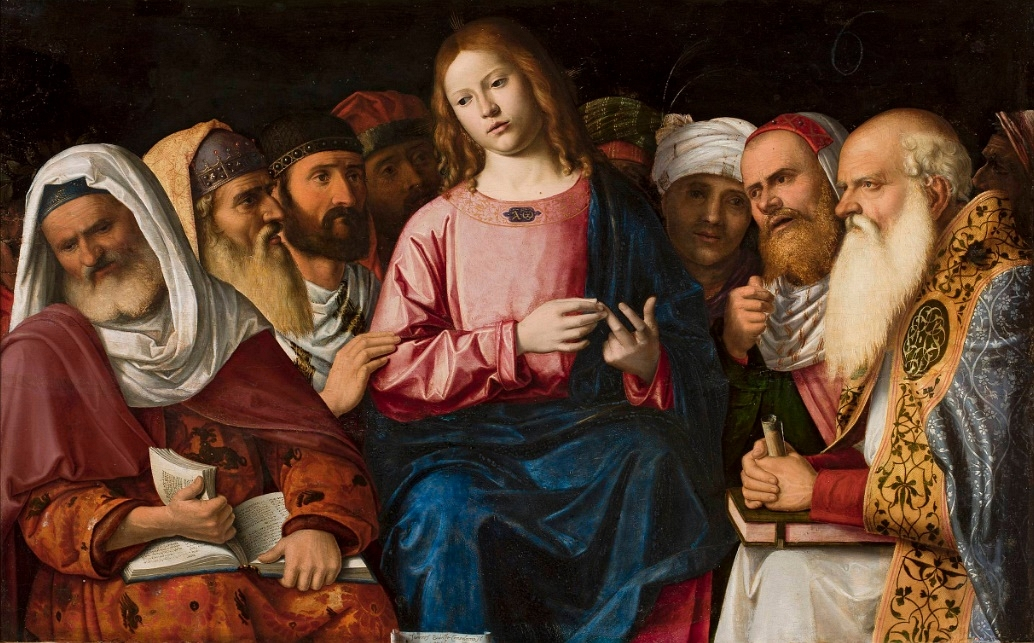
«Христос серед богословів в храмі», Нац. Галерея, Варшава.

Як і про більшість венеційських художників відомостей про Чіма да Конельяно збережено дуже мало. Народився в провінційному Конельяно чи то в 1459, чи то в 1460 році. Прізвисько Чіма ведуть від італійського слова «cimatore» — стригаль, той, хто стриг вівці. Чіма стало чимось схожим на родинне прізвище.
Відомості про якісь події в його житті видобуті з податкових відомостей. Адже з венеційців у XV столітті починали брати податки з чотирнадцяти років. Йому виповнилося 14 в 1473 році. Від цієї дати відраховують і рік його народження.
Перша серед точно датованих і збережених робіт майстра датована 1483 роком, коли він виконав декілька релігійних композицій. Жив і працював переважно в Венеції. В проміжок між 1500 та 1518 роками він в Венеції, але перебирався на заробітки в інші міста — в Парму, Реджо Емілію, в Болонью.
Чіма да Конельяно був двічі одруженим. Перша дружина, Корона, народила двох синів. Його старший син стане священиком в місті Падуя. По смерти першої дружини він узяв шлюб вдруге з Джованною, що народила ще трьох синів і трьох доньок. Можливо, Чіма да Конельяно в ранні роки контактував (вивчав твори?) художника і архітектора Бартоломео Монтанья (бл. 1450—1523), стиль якого, ясний і холоднувато-неемоційний, близький до ранніх творів Чіма. Можливо, він навчався у Бартоломео Монтанья, бо точних відомостей про навчання художника та його вчителів ми не маємо. Схоже на те, що він навчався все життя. Про це свідчить довга, повільна еволюція його творчої манери від провінційності і застиглості до поетичних зразків, таких близьких найкращим творам щедро обдарованих Джованні Белліні і раннього Джорджоне.
Більшість його композицій — спокійні, позбавлені могутніх рухів. Драматичні композиції і пристрасні особи — не його амплуа навіть коли він брався за сцени убивства («Тезей убиває Мінотавра»). Чіма да Конельяно охоче брався до розробок пейзажного тла власних композицій, що вносило додатковий спокій в картини біблійної тематики («Благовіщення», «Свята Єлена», «Оплакування Христа»). Обличчя персонажів на ранніх картинах Чіма — прозаїчні, навіть брутальні, включаючи Богородицю і самого Христа. Лише з часом зросте його майстерність і «портретність» біблійних персонажів. Як художник, Чіма да Конельяно серед тих майстрів, що підготували розквіт венеційської школи живопису в 16 столітті.

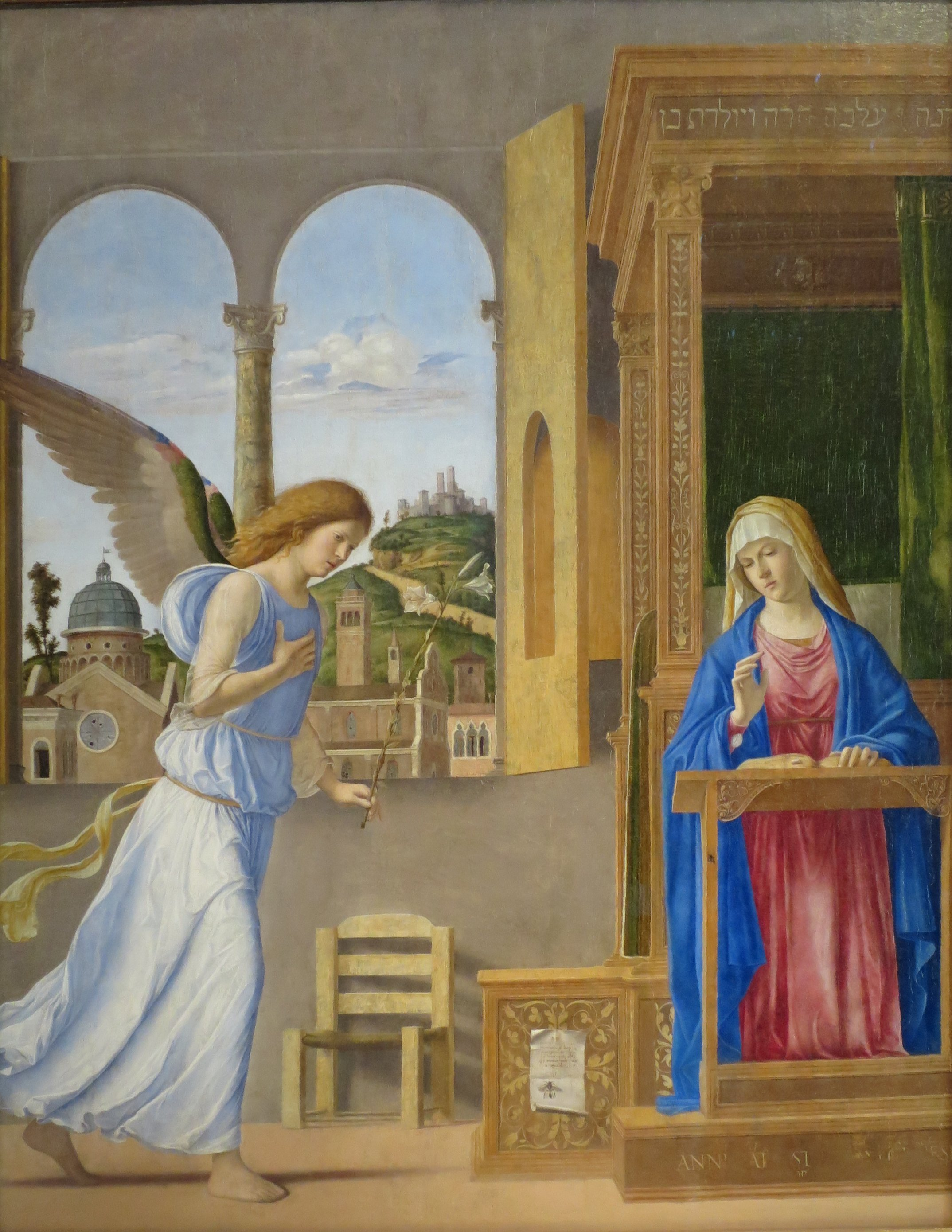
«Благовіщення», Ермітаж, Санкт-Петербург
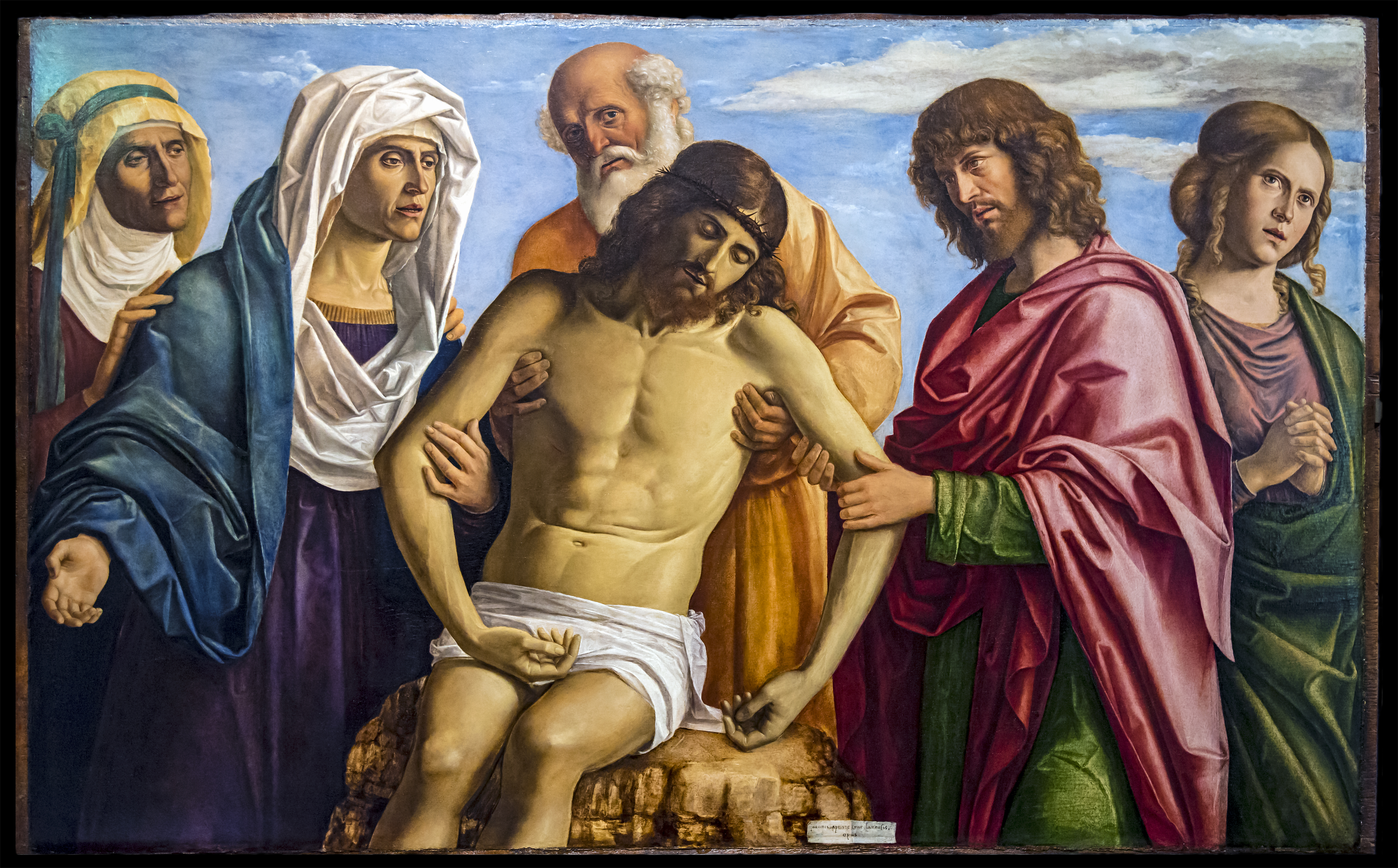
« Оплакування Христа», Галерея Академії (Венеція)
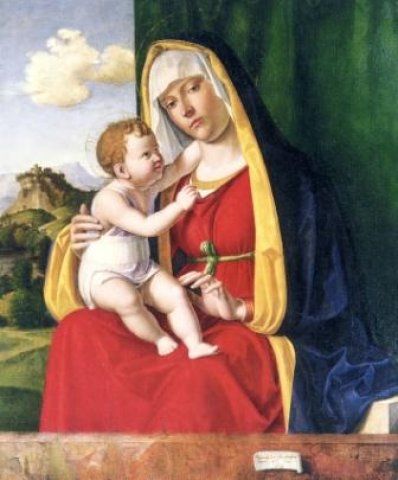
« Мадонна з немовлям родини д'Есте»,
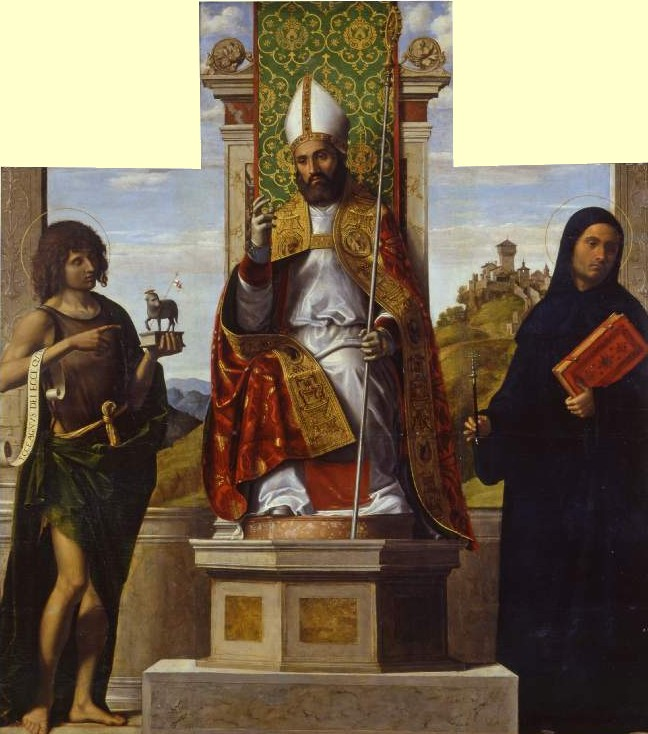
Чіма да Конельяно «Св.Ланфранко ді Павія між Іваном хрестителем та Св. Ліберієм», Музей Фіцвільяма. Кембридж, Велика Британія

## Вибрані твори

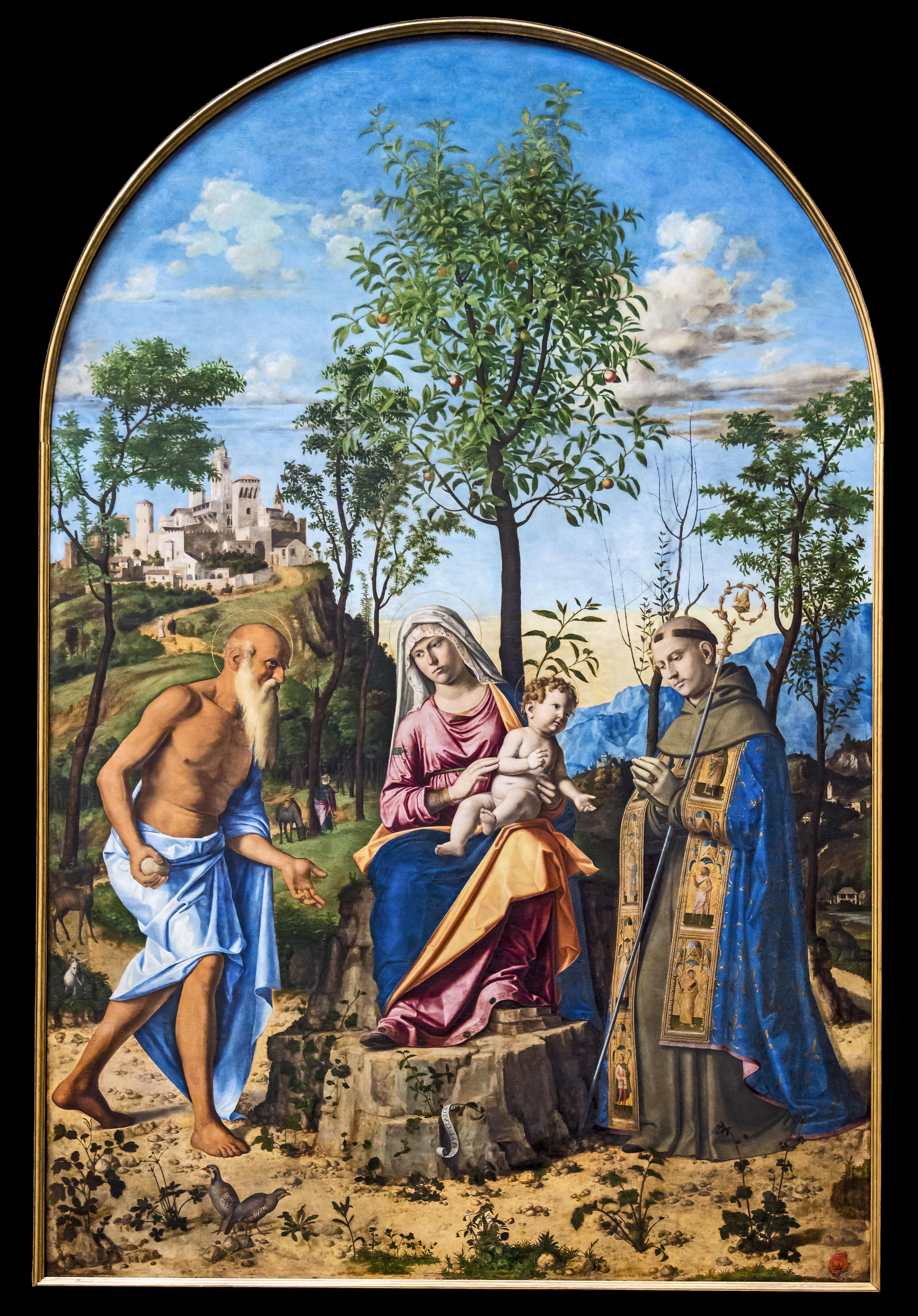
«Мадонна із апельсиновим деревом», 1496/1498. Галерея Академії, Венеція

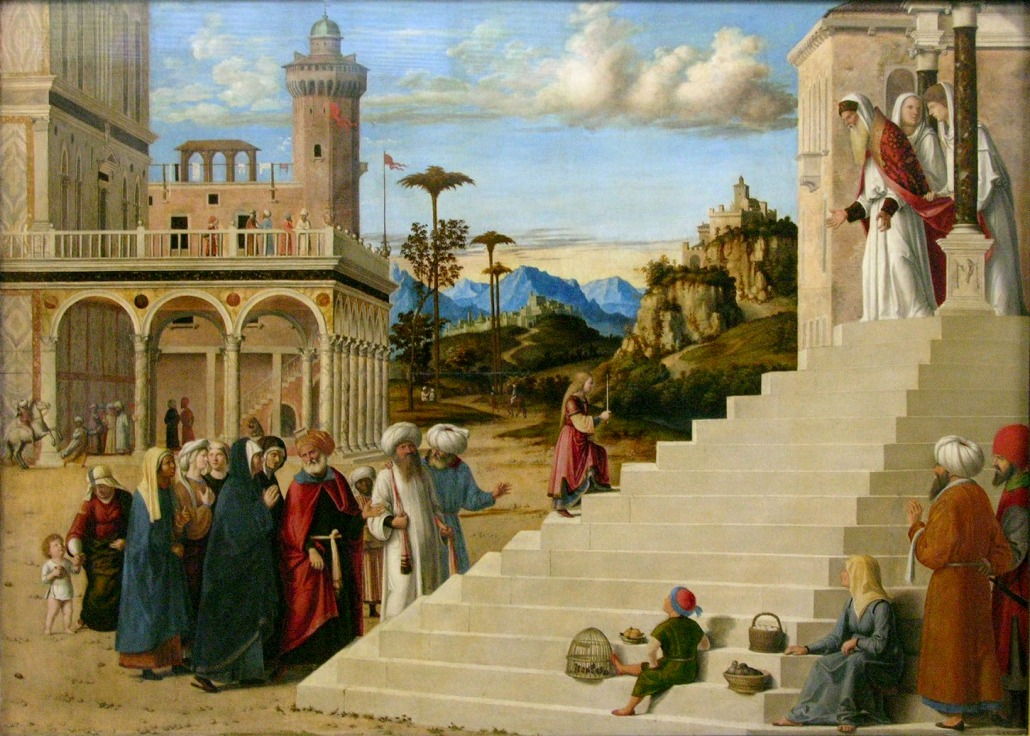
«Введення Марії у Храм», бл. 1500. Галерея старих майстрів, Дрезден

- «Богородиця на троні і Архангел Міхаїл та Андрій Першозванний», Національна галерея, Парма
- «Мадонна на троні і дві християнські мучениці», м.Мемфіс, Теннесі
- «Христос на троні», Музей образотворчих мистецтв імені Пушкіна, Москва
- «Оплакування Христа», Музей образотворчих мистецтв імені Пушкіна, Москва
- «Благовіщення», Ермітаж, Санкт-Петербург
- «Мадонна з немовлям», Ермітаж, Санкт-Петербург
- «П'єта» (Богоматір з мертвим Христом)
- «Свята бесіда», Бруклінський музей, Нью-Йорк
- «Свята Лучія»
- «Мадонна із апельсиновим деревом», 1496/1498. Галерея Академії, Венеція.
- «Введення Марії у Храм», бл. 1500. Галерея старих майстрів, Дрезден.
- «Стігмати Святого Франциска Ассізького», галерея мистецтв Йорка, Лондон
- «Хрещення в Йордані», церква Сан-Джованні-ін-Брагора, Венеція
- «Поклоніння пастухів», церква Санта-Марія-дей-Карміні, Венеція
- «Мадонна на троні з чотирма святими», Берлін
- «Переконання апостола Фоми». Галерея Академії, Венеція.
- «Мадонна з немовлям», різні варіанти в різних музеях
- «Мадонна з немовлям, янголами і святими», кафедральний собор міста Конельяно
- «Свята Єлена», Національна Галерея, Вашингтон, США
- «Святий Ієронім», різні варіанти
- «Коронування Богородиці», базиліка Сан Джованні е Паоло, Венеція
- «Оплакування Христа», Галерея Академії, Венеція.

## Джерела

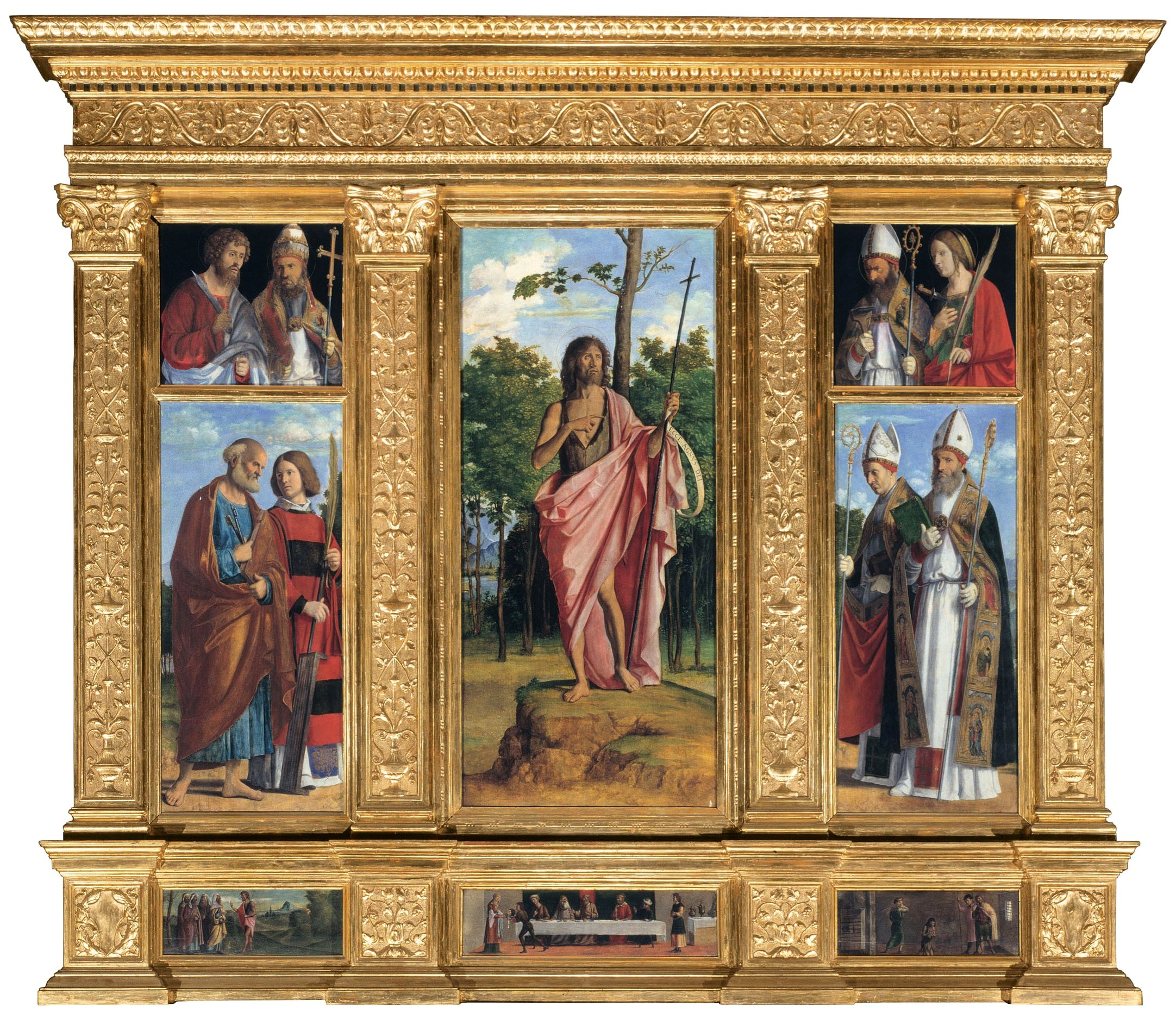
Поліптих Івана Хрестителя